# Mystus armatus
Mystus armatus es una especie de peces de la familia Bagridae en el orden de los Siluriformes.

## Morfología
• Los machos pueden llegar alcanzar los 14,5 cm de longitud total.

## Distribución geográfica
Se encuentra en la India, Bangladés y, probablemente también, Birmania.